# (5329) Decaro
(5329) Decaro es un asteroide perteneciente al cinturón de asteroides, descubierto el 21 de diciembre de 1989 por Robert H. McNaught desde el Observatorio de Siding Spring, Nueva Gales del Sur, Australia.

## Designación y nombre
Designado provisionalmente como 1989 YP. Fue nombrado Decaro en honor al filósofo Mario de Caro es un filósofo que estudia la filosofía de la mente, la controversia del libre albedrío y el naturalismo en la Universidad de Roma III. También trabajó en la filosofía matemática de Galileo y argumentó que Galileo creía que la realidad es esencialmente matemática.

## Características orbitales
Decaro está situado a una distancia media del Sol de 2,607 ua, pudiendo alejarse hasta 3,309 ua y acercarse hasta 1,905 ua. Su excentricidad es 0,269 y la inclinación orbital 13,41 grados. Emplea 1538,19 días en completar una órbita alrededor del Sol.

## Características físicas
La magnitud absoluta de Decaro es 13. Tiene 10,516 km de diámetro y su albedo se estima en 0,057. Está asignado al tipo espectral Cb según la clasificación SMASSII.